# Боннар, Марсель
Марсель Боннар (фр. Marcel Bonnard; 27 марта 1886, Сен-Пьер-де-Бёф (Луара) — 6 октября 1958, Лион) — французский шашист, один из сильнейших игроков мира в первой половине XX века, чемпион Франции по международным шашкам в 1948 и 1951 годах.

## Биография
Марсель Боннар родился в деревне Сен-Пьер-де-Бёф (департамент Луара) 27 марта 1886 года. Через пять лет его семья переехала в Лион. В 1904 году Боннар стал членом лионского шашечного клуба «Damier Lyonnais». Начиная с 1907 года Боннар не один раз становился чемпионом города. В 1910 году Боннар занял 4-е место в чемпионате Франции. В чемпионате мира 1912 года Боннар был пятым. В 1921 году Боннар занял второе место в турнире за право сыграть матч за звание чемпиона Франции с Альфредом Молимаром. В международном турнире в Марселе в 1922 году Боннар занимает второе место позади Молимара, но впереди Шпрингера и Германа де Йонга. В 1927 году Боннар выигрывает со счётом +1=9 у Рику матч за звание чемпиона Юго-Востока Франции. Главным спортивным успехом Боннара стал марсельский турнир 1928 года, в котором он разделил с Шпрингером первое место впереди чемпиона мира Мариуса Фабра. В том же году он занял 4-е место на чемпионате мира в Амстердаме. 
Член (с 20 октября 1928 года) символического клуба победителей чемпионов мира Роба Клерка.
В 1948 и 1951 годах Боннар завоёвывал звание чемпиона Франции, а в чемпионатах Франции 1952 и 1954 годов занимал второе место, уступив победителю лишь по дополнительным показателям. В чемпионате мира 1952 года, будучи старейшим участником турнира, показал блестящий результат, разделив пятое-шестое места с Вимом Гюйсманом.
Трудно переоценить роль Боннара в деле популяризации шашечной игры. В 1909—1913 годах он был одним из редакторов журнала «Le Damier Universel», издававшегося французской федерацией шашек. С 1920 по 1931 год Боннар издавал журнал «Le Jeu de Dames». До и после второй мировой войны Боннар в нескольких газетах и журналах вёл посвящённые шашкам разделы, сообщавшие об основных событиях шашечной жизни во Франции и в мире.
Марсель Боннар умер в возрасте 72 лет 6 октября 1958 года в Лионе и был похоронен в родной деревне Сен-Пьер-де-Бёф.